# Erdogan Bulut
Erdogan Bulut (* 1961 in Palu, Türkei) ist ein gebürtiger Zaza Maler, Bildhauer und Filmemacher mit deutscher Staatsangehörigkeit.

## Leben
E. Bulut arbeitete als Topograf, bevor er von 1985 bis 1990 an der Hochschule der Bildenden Künste Frankfurt am Main (Städelschule) bei Thomas Bayrle und Per Kirkeby Bildende Kunst studierte. 1991 war er Gewinner des Jahreskunstpreises der Frankfurter Künstlerhilfe. 1992 bis 1994 unterrichtete er an der Hochschule für Gestaltung Offenbach am Main Malerei. 1998 gründete und leitete er den „Kunstraum k9 in Offenbach/M“, der junge Kunst präsentierte. 2004 initiierte er die „Freie Akademie der Bildenden Kunst, abk-hannover“ in Hannover, an der er lehrt.

## Malerei & Skulptur
Seit 1987 wurden seine Bilder und seit 1992 seine Skulpturen in Ausstellungen in Frankfurt, München, Baden-Baden, Karlsruhe, Bonn, Poznan, Lemgo, Hanau, Hannover, Miami, Venedig, Freiburg, Köln, Bielefeld, Bremen, u. a. präsentiert.
Die Kunstwerke E. Buluts befinden sich in wichtigen Sammlungen in Deutschland, Schweiz, Lichtenberg, Schottland, USA, Dänemark, Italien, Griechenland. Auf den Kunstmessen in Frankfurt, Köln, Miami, Salzburg, Karlsruhe waren seine Arbeiten regelmäßig vertreten. Renommierte Professoren, bekannte Kuratoren und namhafte Kunstjournalisten haben sich mit seinem Werk auseinandergesetzt.

## Experimentalfilme
- „playground / spielplatz 2013-2014“, 72 min. HD, DCP, Blu-ray, DVD, Digital File (2013 -15)
- „Letter to Goya“, (Künstlername: Kejo Botan) englisch/deutsch, 66 min. HD, DCP, Digital File (2018 -19)

## Preise / Auszeichnungen
- Bundeswettbewerb „Kunststudenten stellen aus“, Bundesministerium für Bildung und Wissenschaft (Katalog), Bundeshauptstadt Bonn (1989)
- „Junge Künstler Deutscher Akademien (Ost &West)“; Hypo-Bank, Werke aus der Kunstsammlung (mit Katalog), München (1990)
- Jahreskunstpreis des Frankfurter Vereins für Künstlerhilfe e.V. (1991)
- Celeste Kunstpreis, Berlin (Katalog) (2008)
- Celeste Kunstpreis, Biennale Venedig (Katalog) (2009)
- European Art Cinema Day, Brotfabrik, Berlin (Langer Film) (2016)
- Experimental Forum, Los Angeles, USA (Langer Film) (2019)
- LA Underground Forum, Los Angeles, USA, (Langer Film) (2019)
- Official section, Blow up-International Arthouse Filmfest, Chicago, USA (Langer Film) 2019

## Bibliografie / Literatur
- Silke Bettermann: Bulut, Erdogan. In: Allgemeines Künstlerlexikon. Die Bildenden Künstler aller Zeiten und Völker (AKL). Band 15, Saur, München u. a. 1996, ISBN 3-598-22755-8, S. 129.
- Kunst in Hanau, 1985 - 1988, Museum Hanau, Schloss Philippsruhe, Vorwort: Kulturdezernent Klaus Remer, Hrsg.: Kulturamt Stadt Hanau (1989)
- Kunststudenten stellen aus, Bundeswettbewerb des Bundesministers für Bildung und Wissenschaft, Hrsg.: Bundesminister für Bildung und Wissenschaft Jürgen W. Möllemann, Bonn (1990)
- Erdogan Bulut, Bilder und Pastelle mit Texten von Thomas Bayrle und Harald Brost, Hrsg.: Galerie Bernd Slutzky, Grafik-Vlg (1990), ISBN 3-9802488-3-6.
- Erdogan Bulut, Bilder und Skulpturen mit einem Text von Dorothee Baer-Bogenschütz, Hrsg.: Galerie Bernd Slutzky, Grafik-Vlg (1991), ISBN 3-9802488-6-0.
- Erdogan Bulut, Bilder Ausstellung zum Jahreskunstpreis 1991 (Galerie ak, Frankfurt, 1992)
- Erdogan Bulut, Neue Bilder und Skulpturen mit einem Text von Hans Zitko, Hrsg.: Galerie Bernd Slutzky, Grafik-Vlg (1994), ISBN 3-9802923-4-7.
- Erdogan Bulut, Getting Image, Bilder und Bildobjekte mit einem Text von Ursula Grzechca-Mohr, Hrsg.: Galerie Bernd Slutzky, 2000, ISBN 3-9805670-4-4.
- Erdogan Bulut, Spielplätze 2003–2006 mit einem Text von Stephan Berg (Galerie k9 aktuelle Kunst, 2006) ISBN 3-00-018985-8 und ISBN 978-3-00-018985-2
- Dependtendency by Celeste during the 53rd Visual Arts Biennial, Venice mit Texten von Kunstsammlern und Kunstkuratoren (Celeste 2009)
- Literatur über Erdogan Bulut im Katalog der Deutschen Nationalbibliothek
- Literatur über Erdogan Bulut im Katalog der BSZ, Bibliothekszentrum Baden-Württemberg
- Bibliotheken mit Literatur über Erdogan Bulut im KIT, KVK Uni-Karlsruhe

## Nachweise Experimentalfilme
- IMBd: „Letter to Goya“ unter Kejo Botan
- Filmfestivals: „Letter to Goya“, 2019, Honorable Mentions & Official Selection auf der Webseite des Künstlers
- European Art Cinema Day 2016, Brotfabrik Berlin „Spielplatz 2013-2014“ in IndieKinoMag
- Filmstarts: „Spielplatz 2013-2014“
- „Spielplatz 2013-2014“ im Sprengel Hannover
- Reihe Kunstrevolte: „Spielplatz 2013-2014“ im Lichtspielkino Bamberg
- „Spielplatz 2013-2014“, Beschreibung des Filmkunstwerks, veröffentlicht auf der Webseite des Künstlers